# Dianthus saxatilis
Dianthus saxatilis là loài thực vật có hoa thuộc họ Cẩm chướng. Loài này được F.W.Schmidt mô tả khoa học đầu tiên năm 1790.